# Gundam Seed
Autre
Mobile Suit Gundam Seed (機動戦士ガンダムSEED, Kidō senshi Gandamu Shīdo), abrégée en Gundam Seed ou simplement SEED (Shīdo), est une série télévisée d'animation japonaise créée en 2002 par Sunrise et faisant partie de la saga Gundam.
Composée de 50 épisodes de 25 minutes, elle a été diffusée au Japon du 5 octobre 2002 au 27 septembre 2003 sur TBS et MBS, et en France du 13 août au 29 novembre 2005 sur MCM.
Gros succès public, elle remporte de nombreux prix, notamment le 25e Anime Grand Prix en 2002 et le 8e prix Animation Kobe en 2003. Elle connaît une suite, Mobile Suit Gundam Seed Destiny (機動戦士ガンダムSEED DESTINY, Kidō senshi Gandamu Shīdo Desutinī), en 2004.
Une remastérisation en haute définition de la série originale intitulée Mobile Suit Gundam Seed HD Remaster (機動戦士ガンダムSEED HDリマスター, Kidō Senshi Gandamu Shīdo Eichi Dī Rimasutā) est sortie au Japon le 23 décembre 2011 et comporte 48 épisodes sur les 50 originaux, les épisodes récapitulatifs 14 et 26 ayant été supprimés de cette version. Bien que certaines scènes aient été visuellement modifiées, l'histoire demeure sensiblement la même.

## Synopsis
Cette série issue de l’univers Gundam reprend l’intrigue courante du conflit armé entre colonies spatiales et la Terre, du vol de Gundam, ainsi que du sentiment de supériorité des habitants de l’espace.
La chronologie prend place dans la Cosmic Era (CE, ou « Ère Cosmique »), un calendrier universel adopté pour fêter la fin de la Guerre de Reconstruction, et annonçant le programme de colonisation spatiale.
L’élément principal de l’intrigue est la peur engendrée par une nouvelle race d’Humains supérieurs, les « Coordinateurs » (Coordinator). Contrairement aux Newtypes d’autres séries Gundam antérieures, les Coordinateurs ne sont pas issus d’une évolution naturelle de l’espèce humaine, mais d’êtres améliorés génétiquement dès la fécondation de l’ovule par le spermatozoïde : ils sont ainsi plus résistants aux maladies et possèdent de meilleures aptitudes que l’Homo sapiens (plus forts physiquement, plus mûrs intellectuellement, plus rapides…).
Ces avantages innés ont amené parmi les Humains « normaux », les « Naturels » (Naturals), à la création d’un mouvement politique radical, Blue Cosmos, dont le but est l’anéantissement total des Coordinateurs. À la suite de persécutions et d’attentats les visant, ces derniers se sont massivement retirés dans les « Douze Colonies » des PLANT, leurs colonies spatiales indépendantes. Mais les Naturels ne s'en sont pas contentés : le 14 février 70 EC, un missile nucléaire terrien fut employé contre Junius 7 (Junius Seven), une colonie agricole des PLANT dont les habitants périrent instantanément dans sa destruction.
Cet évènement traumatisant, connu sous le nom de la « Saint‑Valentin Sanglante », entérina une guerre entre ZAFT, l’armée des Colonies des PLANT, et les autres nations belligérantes des Forces de l’OMNI de l’Alliance Terrienne (les Naturels).
Toutefois, en plus du Neutron Jammer (ou N‑Jammer), contre‑mesure globale des Coordinateurs neutralisant toute arme nucléaire sur Terre, une nouvelle technologie de ZAFT, des armures mobiles anthropomorphes appelées Mobile Suit (ou MS), leur donne un avantage contrebalançant leur infériorité numérique et enlisant le conflit dans un statu quo : ainsi, au début de l’histoire en 71 EC, la guerre entre ZAFT et l’Alliance Terrienne se prolonge depuis déjà onze mois.
L’intrigue se concentre principalement sur le jeune Coordinateur Kira Yamato, citoyen de l’Union d’Orb (une nation terrienne neutre), et son ami d’enfance Athrun Zala, pilote de ZAFT.

## Personnages
Kira Yamato (キラ・ヤマト)
Le protagoniste de l'histoire.
Jeune adolescent faisant ses études avec un groupe d'amis Naturels sur Heliopolis, colonie spatiale neutre de l’Union d’Orb, il se révèle bien vite être un Coordinateur. Idéaliste, très sensible et un peu naïf, il ne souhaite pas le conflit entre ses congénères et les Naturels : néanmoins, il va se retrouver malgré lui impliqué dans cette guerre à la suite d'un assaut armé contre sa colonie auquel participe son meilleur ami, Athrun.
Conséquemment à l'attaque de ZAFT sur Heliopolis, il devient par les circonstances pilote de la seule armure mobile non volée par le commando, le GAT‑X105 Strike Gundam, puis est embarqué avec ses amis et l'équipage survivant à bord du LCAM‑01XA Archangel, un vaisseau de guerre de l'Alliance Terrienne.
Athrun Zala (アスラン・ザラ, Asuran Zara) / Asran Zala (par francisation)
Le deutéragoniste de l'histoire.
Ami d'enfance du même âge que Kira et lui aussi Coordinateur. Réaliste, plus mature et ayant la tête sur les épaules selon ce dernier, il s'est volontairement engagé dans le conflit comme pilote de ZAFT à la suite de la Saint‑Valentin Sanglante. Selon un arrangement politique de son père Patrick Zala, membre haut placé du Conseil Suprême des PLANT, il est fiancé à la fille du président Siegel Clyne, la chanteuse populaire Lacus Clyne.
Conséquemment à l'attaque de son commando sur Heliopolis et le vol des armures mobiles, il devient par les circonstances pilote du GAT‑X303 Aegis Gundam, et intègre avec des camarades de même promotion l'escadron homonyme du commandant Rau Le Creuset.

## Production et supports

### Série d'animation

#### Distribution
- Kira Yamato (VO : Sōichirō Hoshi ; VF : Thierry Bourdon)
- Asran Zala (VO : Akira Ishida (acteur) ; VF : Fabien Briche)
- Cagalli Yula Athha (VO : Naomi Shindō ; VF : Suzanne Sindberg)
- Lacus Clyne (VO : Rie Tanaka ; VF : Sabrina Leurquin)
- Raw Le Creuset (VO : Toshihiko Seki ; VF : Emmanuel Gradi)
- Maryu Ramius (VO : Kotono Mitsuishi ; VF : Nathalie Homs)
- Natale Bajirule (VO : Hōko Kuwashima ; VF : Agnès Manoury)
- Mu La Fraga (VO : Takehito Koyasu ; VF : Constantin Pappas)
- Yzak Joule (VO : Tomokazu Seki ; VF : Bruno Magne)
- Nicol Amalfi (VO : Mami Matsui ; VF : Suzanne Sindberg)
- Dearka Elsman (VO : Akira Sasanuma ; VF : Vincent de Boüard)
- Miriallia Haww (VO : Megumi Toyoguchi ; VF : Frédérique Marlot)
- Tolle Koenig (VO : Takayuki Inoue ; VF : Adrien Solis)
- Sai Argyle (VO : Tetsu Shiratori ; VF : Benjamin Pascal)
- Flay Alstar (VO : Hōko Kuwashima ; VF : Sybille Tureau)
- Kazui Baskirk (VO : Yasuhiro Takato ; VF : François Creton)
- Andrew Waltfeld (VO : Ryotaro Okiayu ; VF : Jérôme Keen)
- Patrick Zala (VO : Kinryū Arimoto ; VF : Cyrille Monge)

#### Musique
Le compositeur attitré de la série est Toshihiko Sahashi (佐橋俊彦, Sahashi Toshihiko).

##### Génériques
Des musiques de scène de la série, seule Shizukana yoru ni est composée par Toshihiko Sahashi ; Mizu no akashi et Akatsuki no kuruma, quant à elles, sont composées par Yuki Kajiura ; et Meteor, Zips ainsi qu’INVOKE, par Daisuke Asakura.

##### Bande originale
La bande originale de la série est composée par Toshihiko Sahashi.

### Adaptation filmique
Mobile Suit Gundam SEED Special Edition (機動戦士ガンダムSEED スペシャルエディション, Kidō Senshi Gandamu Shīdo Supesharu Edishon) est une adaptation filmique de la série originale compilée en trois parties, sorties en 2004.
Si certaines scènes ont été remaniées ou ajoutées, il y a peu de changement dans l'histoire.

## Commentaires
- Si vous ne connaissez pas le sujet, laissez ce bandeau (vous pouvez alors contacter les auteurs).
- Si vous supprimez le contenu mis en cause (vous pouvez préalablement contacter les auteurs),

argumentez précisément cette suppression dans la page de discussion
(un manque de référence n'est pas un argument ; une recherche réelle de référence doit avoir été effectuée, être formellement documentée).
Il s'agit de la troisième série Gundam à sortir en France (après Gundam Wing et la prépublication encore sans suite pour le moment de Turn A Gundam).
Cette série a également été adaptée au format manga, en cinq volumes, reprenant la même histoire avec quelques variations mineures. La série est entièrement parue chez Pika Édition 2005 et aussi au Japon.
La série a été adaptée en jeux vidéo : Gundam SEED: Battle Assault sur Game Boy Advance et Gundam SEED: OMNI Vs ZAF sur PSP et PS2
Un scénario alternatif est disponible dans le jeu mobile Suit Gundam SEED: Never Ending Tomorrow sur PS2.
Cette série aussi a été représentée dans les jeux Super Robot Taisen et SD Gundam G Generations.
Gundam SEED et Gundam SEED Destiny se différencient des autres séries par le nombre impressionnant de Mobile Suit, Gundam (plus d'une vingtaine contre cinq ou six dans les autres séries), dont trois voire quatre générations différentes : série GAT (Strike, Aegis), série ZGMF‑X**A (Freedom, Justice), série ZGMF‑X**S (Chaos, Abyss). La seule série surpassant ce chiffre est Mobile Fighter G Gundam.
Certains éléments du scénario de Gundam SEED réutilisent des scènes pratiquement calquées sur ses glorieux prédécesseurs.
- La scène de la mort de Flay présente de fortes similitudes avec celle de Lalah Sun dans la série Mobile Suit Gundam.
- La trame des premiers épisodes avec l'attaque d'Héliopolis suit le même déroulement que les premiers épisodes de Mobile Suit Gundam, jusqu'à l'attaque de JOSH‑A par ZAFT.
- L'autodestruction de la base de de JOSH‑A avait déjà été utilisée à Jaburo dans Z Gundam.
- On retrouve encore un personnage de pilote masqué en la personne de Rau Le Creuset (Rau Lau Kuruze). Cet élément est récurrent dans les séries Gundam:  Mobile Suit Gundam (Char Aznable), Gundam F91 (Carozzo), V Gundam (Chronocle), G Gundam (Schwartz), Gundam Wing (Zechs), Turn A Gundam (Harry), Gundam X (Jamil Neat), Gundam 00 (Mister Bushido), Gundam Iron Blooded Orphans (Gaelio) et Gundam Unicorn (Full Frontal).
- Le caractère extrémiste des membres de Blue Cosmos rappelle celui des Titans dans Z Gundam.
- La présence d'humains supérieurs se présentant comme l'évolution de la race humaine est également un élément récurrent des séries Gundam : les Coordinators de Gundam SEED peuvent rappeler le principe des Newtypes de l'Universal Century ou les Innovators de Gundam 00.